# Šimšit
Šimšit (hebrejsky שִׁמְשִׁית, též שימשית, anglicky Shimshit) je vesnice typu společná osada (jišuv kehilati) v Izraeli, v Severním distriktu, v Oblastní radě Jizre'elské údolí.

## Geografie
Leží v Dolní Galileji, v nadmořské výšce 226 metrů, nedaleko od severozápadního okraje pohoří Harej Nacrat (Nazaretské hory), které v tomto regionu přechází do pahorkatiny oddělující údolí Bejt Netofa a Jizre'elské údolí. Vesnice leží přímo na svazích pahorku Giv'at Kusbar, východně od ní se zvedá vrch Giv'at Rabi. Na severu pokračuje zvlněná krajina, kterou protéká vádí Nachal Cipori.
Vesnice se nachází cca 6 kilometrů severozápadně od Nazaretu, cca 85 kilometrů severovýchodně od centra Tel Avivu a cca 25 kilometrů jihovýchodně od Haify. Šimšit obývají Židé, přičemž osídlení v tomto regionu je převážně arabské. Rozkládají se tu četná sídla obývaná izraelskými Araby, včetně aglomerace Nazaretu nebo města Ilut na jihovýchodní straně. Mezi nimi jsou ale rozptýleny menší židovské vesnice, které zde vytvářejí územně souvislý blok (obsahuje dále vesnice ha-Solelim, Cipori, Alon ha-Galil, Chanaton, Givat Ela a Hoša'aja)
Šimšit je na dopravní síť napojen pomocí místní komunikace, která ústí do dálnice číslo 79.

## Dějiny
Šimšit byl založen v roce 2000. Jménem navazuje na trosky starověkého sídla Churvat Šimšit (חורבת שמשית), jehož přesná identifikace ale ještě nebyla vědecky ověřena.
Myšlenka na výstavbu nové obce vzešla od vedení Oblastní rady Jizre'elské údolí, které od roku 1986 předsedal Šmu'el Mula Cohen (מולה כהן). Plány ale byly v roce 1991 pozastaveny. Proti plánované výstavbě vystupovali hlavně ekologové. Teprve koncem dekády byl projekt oživen a získal asistenci Židovské agentury i ministerstva pro infrastrukturu, jež tehdy řídil Ariel Šaron. Cílem bylo založit osadu rezidenčního typu s individuální ale hustou zástavbou, které by kombinovalo výhody městského i venkovského života.
Výstavba Šimšitu započala v létě roku 2000. První obyvatelé se sem nastěhovali roku 2002 a oficiální zprovoznění nové osady se konalo v září 2002. Projekt nové obce zhotovil Cvi Springer, který dal Šimšitu půdorys ve tvaru ptačí siluety. Na rozdíl od dřívějších nově zakládaných osad tohoto typu je v Šimšitu vyšší hustota zástavby. Zároveň tu ale je větší podíl veřejných institucí a společenských center.
V obci funguje zařízení předškolní péče o děti i základní škola s 18 třídami. Dále je tu plavecký bazén, obchod a společenské centrum. Většina obyvatel dojíždí za prací mimo obec.

## Demografie
Obyvatelstvo Šimšit je sekulární. Podle údajů z roku 2014 tvořili naprostou většinu obyvatel v Šimšit Židé (včetně statistické kategorie "ostatní", která zahrnuje nearabské obyvatele židovského původu ale bez formální příslušnosti k židovskému náboženství).
Jde o menší sídlo městského rezidenčního typu s dlouhodobě rostoucí populací. K 31. prosinci 2014 zde žilo 2632 lidí. Během roku 2014 populace klesla o 0,9 %.
| Rok            | 2001 | 2003  | 2004  | 2005  | 2006  | 2007  | 2008  | 2009  | 2010  | 2011  | 2012  | 2013  | 2014  |
| -------------- | ---- | ----- | ----- | ----- | ----- | ----- | ----- | ----- | ----- | ----- | ----- | ----- | ----- |
| Počet obyvatel | 974  | 1 706 | 1 951 | 2 148 | 2 297 | 2 419 | 2 544 | 2 491 | 2 550 | 2 621 | 2 634 | 2 657 | 2 632 |